# Макдауэлл, Тревин
Тревин Макда́уэлл (англ. Trevyn McDowell; 26 апреля 1967, Йоханнесбург, Южная Африка) — английская актриса.

## Биография
Тревин Макдауэлл родилась 26 апреля 1967 года в Йоханнесбурге (Южная Африка), но позже она переехала в Англию (Великобритания), где в конце 1980-х годов она начала кинокарьеру.
Дебютной работой Тревин в кино была роль Сэнны в фильме Алана Натансона «Разорванная вечность» (1986). В 1989—1990 года Макдауэлл играла роль Мишель Хоптманн в телесериале «Столица», а в 1994 году она сыграла Жюстин в фильме «Франкенштейн Мэри Шелли». В 2000 году завершила карьеру.
С 1996 года Тревайн замужем за Джулианом Макгоуаном. У супругов есть четверо детей, дочь и три сына — Руби Макгоуан (род.2001), Закари Макгоуан (род.2002), Гэбриел Макгоуан (род.2006) и Райдер Макгоуан (род.2009).